# Villa Santa Lucia degli Abruzzi

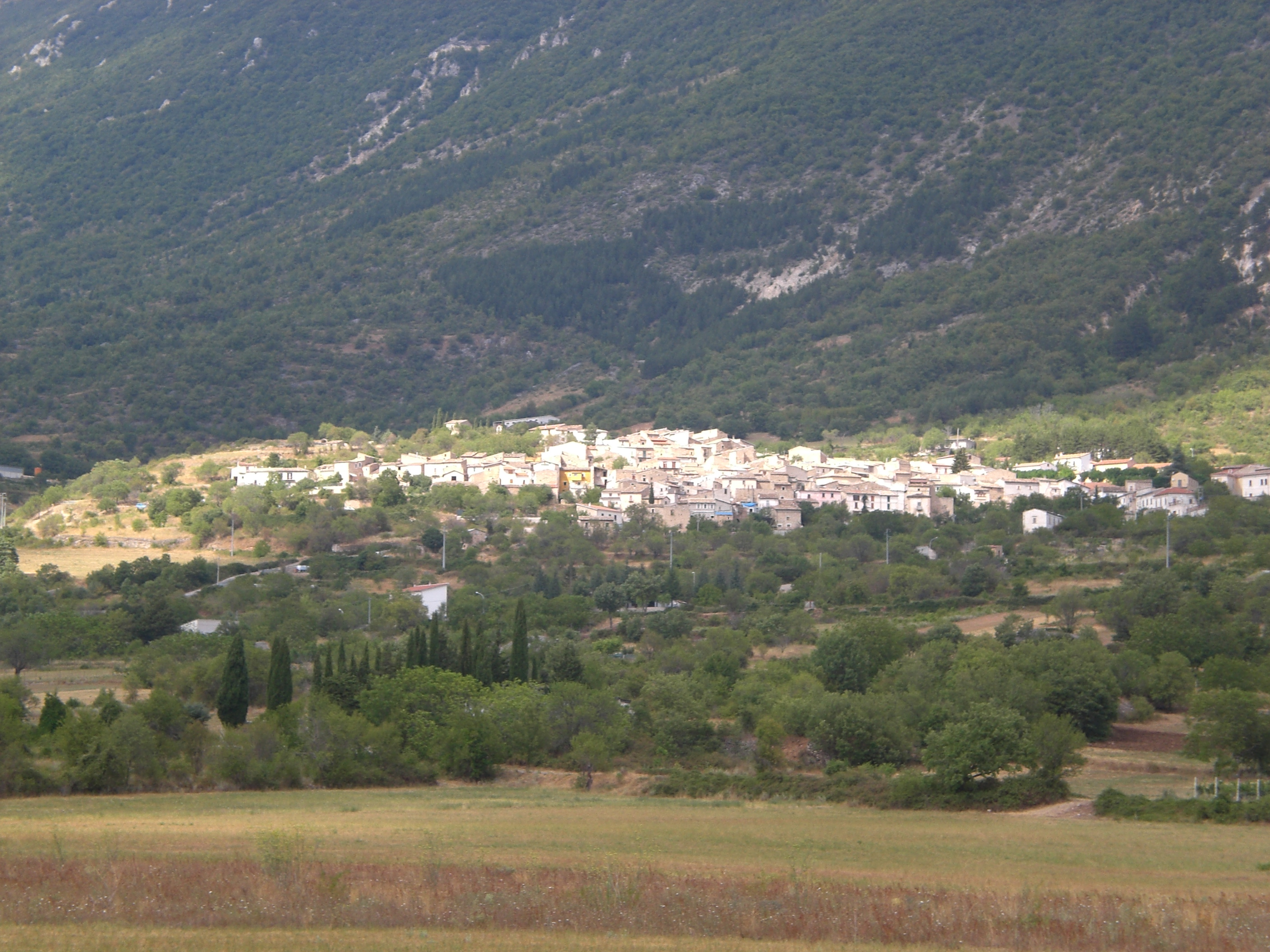
Blick auf Villa Santa Lucia degli Abruzzi

Villa Santa Lucia degli Abruzzi ist eine Gemeinde (comune) in der Provinz L’Aquila in der Region Abruzzen in Italien mit 88 Einwohnern (Stand 31. Dezember 2023). Die Gemeinde liegt etwa 32 Kilometer ostsüdöstlich von L’Aquila im Nationalpark Gran Sasso und Monti della Laga, gehört zur Comunità montana Campo Imperatore-Piana di Navelli und grenzt unmittelbar an die Provinz Pescara.

## Gemeindepartnerschaften
- Port Colborne, Ontario